# Михаило I Војислављевић
Михаило I Војислављевић је био први српски краљ, који је владао Дукљом, Травунијом, Захумљем и Рашком, од око 1050. до 1081. године. У почетку је владао као кнез, а своју државу је око 1077. године уздигао на ранг краљевине, за шта је добио потврду и од папе Гргура VII (1073—1085). Очувао је и учврстио тековине свога оца, кнеза Стефана Војислава. Додатно је проширио државу Војислављевића, објединивши под својом влашћу готово све српске земље. Активно је учествовао у међународној политици, одржавајући везе са Византијом, од које је добио и достојанство протоспатра. Такође је одржавао везе са јужноиталијанским Норманима и папством.

## Биографија
Михаило је био син Стефана Војислава, који је према наводима „Летописа Попа Дукљанина“, попут Јована Владимира, био ожењен принцезом из Самуилове (976—1014) породице са којом је имао петорицу синова (Гојислав, Предимир, Михаило, Саганек и Радослав). Извесна потврда овога се може наћи и у чињеници да су Словенски устаници, који су се 1072. године побунили против Византије, тражили од Михаила да им пошаље једног од својих синова да га прогласе за цара и Самуиловог наследника. Не зна се када је тачно рођен, али се на основу навода Попа Дукљанина да је са својом браћом учествовао у бици код Бара 1042. године, може закључити да је рођен крајем друга или почетком треће деценије 11. века.
Страни извори не говоре ништа о његовом брачном стању, док се код Попа Дукљанина може наћи податак да се женио два пута и да је имао седам синова из првог (Владимир, Пријаслав, Сергије, Дерија, Гаврил, Мирослав и Бодин) и четворицу из другог брака (Доброслав, Петрислав, Нићифор и Теодор), који је склопио са рођаком византијског цара. У прилог брака са византијском племкињом, свакако да иду грчка имена деце из другог брака, као и податак да је он на почетку своје владавине добио византијску титулу протоспатра, који је у сагласју са Попом Дукљанином, који наводи да му је након преузимања власти умрла прва супруга, након чега се он оженио Византинком. Претпоставља се да је, уколико је до брака уопште и дошло, био ожењен ћерком једне од сестара Константина IX Мономаха (1042—1055), за које Псел наводи да их цар уопште није волео, највероватније старије Јелене.
После Војиславове смрти његови синови су наследили територију, Гојислав и Предимир добише Травунију са Грбљем, Михало је добио Облик, Прапратну и Црмицу, Саганек Горску жупанију, Купелник и Балец, Радослав жупу Луку, Подлужије и Кучево у Будви са жупом.
После овога Михаилова мајка Неда влада заједно са Гојиславом, док су сви остали синови имали титулу кнеза. Док је Гојислав спавао у кревету од његовог брата Предимира, убише га неки који се зваше Скробимези. Затим поставише за владара Травуније неког који се звао Доманек. Кад су за то сазнали његова браћа, одмах дођоше у Травунији и отераше их. Мало после тога Доманек се опет врати у Травунији и поче да влада. Михаило је дао заклетву свом брату Радославу да ако оде и збаци Доманека, да ће његови наследници наследити област Зету. Радослав је убио Доманека и освојио област Захумље.
Са првом женом је имао синове Бодина, Владимира, Пријаслава, Сергија, Дерија, Гаврила и Мирослава, а са другом Гркињом Доброслава, Петрислава, Нићифора и Теодора. У војне походе је водио само свога сина Бодина.
Након очеве смрти, Михаило постаје владар Трибала и Срба.
"Τριβαλλών καί Σέρβων... αρχηγός"'
Склопио је уговор са византијским царем и уписан је међу савезнике и пријатеље византијског царства.
"τοις συµµάχους καί φίλοις των 'Ρωµαίων έγγράφται"

## Владавина
Михаило није испунио заклетву дату свом брату Радославу, па је Зету подарио свом сину Владимиру. Владимир и његова браћа су освојили Рашку и дали је Петриславу (око 1060-1083). Петрислав и Бодин су од 1072. године предводили водили Србе у борби против Византије у источним областима, што је Словенима у Македонији и Бугарској дало храброст за устанак.
Након смрти Стефана Војислава средином 11. века, Михаило је на управу, према Попу Дукљанину, добио Облик, Црмницу и Прапратну. Међутим, убрзо је дошло до сукоба међу Војислављевим синовима из којих је као победник изашао Михаило. Није искључено да је превагу на Михаилову страну донела византијска помоћ, али је извесно да је најкасније 1051. или 1052. године он признао врховну власт Византије, добивши титулу протоспатра, а можда и неку цареву сродницу за супругу. Извесно је такође, на основу византијских извора, да се под његовом влашћу пре 1072. године нашао и Котор, што неки аутори такође повезују са признавањем византијске власти односно миразом византијске племкиње.
Наредне две деценије, историјски извори не знају ништа о Михаилу и његовој владавини, тако да се он у том периоду највероватније бавио сређивањем унутрашњих прилика у земљи, јер Поп Дукљанин наводи да је Травунија на почетку његове владавине покушала да се отцепи.
Граница између католика и православаца 1054. године је ишла замишљеном цртом посред Дукље. Након великог раскола, у време Михаилове владавине, Рим и Цариград ће се конфронтирати око црквене супремације.

### Устанак у Поморављу и рат са Византијом (1072—1075)
Током 1071. године, Византијско царство доживљава слом и на истоку (26. август Битка код Манцикерта) и на западу (у априлу Нормани освајају Бари), а грађански рат који траје већ пола века поново избија на површину и захвата Царство. Већ наредне године, Словени у Поморављу подижу нову побуну предвођени Ђорђем Војтехом. Они су од Михаила затражили да им пошаље једног од својих синова, да им буде вођа и да га прогласе за цара. Тако су се почетком јесени 1072. године, устаницима прикључили Михаилов син Бодин и војвода Петрило са одредом од 300 људи. Они су заједничким снагама заузели Призрен и разбили византијску војску, заробивши том приликом дуку Скопља Михаила Даласина и војсковођу Лонгивардопула, који је послан Михаилу, док су устаници Бодина прогласили за цара Бугарске, под именом Петар III. Након тога је заузето Скопље, после чега се Бодин упућује на север ка Нишу, док Петрило са делом снага креће на Костур, заузимајући успут Охрид и Девол.
Паралелно са наступима устаника, Михаило је кренуо у офанзиву ка Драчкој теми. Међутим, већ крајем године Петрилова војска је потучена код Костура, његов заменик је заробљен, а он сам је успео да побегне преко данашње Албаније ка Михаилу. Пораз јужне устаничке армије, приморао је Бодина да са од Ниша упути назад ка Косову, у покушају да спречи Византинце да му одсеку одступницу ка Зети. Михаило му је у помоћ послао свог некадашњег заробљеника и византијског војсковођу Лонгивардопула (кога је оженио својом ћерком) са домаћим трупама ојачаним Норманима. Војске су се спојиле и код Пауна на Косову је дошло до борбе у којој су устаници потучени, сам Бодин, који се одликовао снагом и храброшћу, је заробљен, а Лонгивардопул је током борбе прешао на страну Византинаца. Бодин је послан у Цариград, где је био затворен у цркви светог Срђа и Ваха, након чега је послан у Антиохију, одакле га је спасао Михаило, потплативши млетачке трговце да га ослободе током уличних нереда између Грка и Јермена, док је Војтех умро од последица рањавања. У „Летопису Попа Дукљанина“ се наводи да га је спасао стриц Радослав, али се овај податак одбацује као нетачан, пошто византијски извори не знају ништа о Радославу и наводе само Михаила, као организатора Бодиновог ослобађања. Војне операције у драчкој теми су настављене до 1075. године, када Нићифор Вријеније сузбио Михаилове снаге и повратио граничне утврде према Зети, али није улазио у њу, плашећи се да му се не понови византијски пораз код Бара из 1042. године.
Након повратка из заробљеништва, Бодин је постао савладар свом оцу, коме су изгледа, током борби са Византинцима погинули сви други синови.

### Краљевско достојанство
Почетком 1077. године, Михаило је искористио унутрашње сукобе у Византији како би заузео Дубровник, а најкасније током исте године прогласио се и за краља. Потврду тог високог достојанства добио је и од папе Гргура VII, који је у писму из 1078. године ословио Михаила као краља Словена (лат. Michaeli Sclavorum regi). У историографији постоје различите претпоставке о тачном времену и начину на који је Маихаило постао краљ.

### Последње године
Поред повезивање са Папством, Михаило је успоставио везе и са Норманима са југа Апенинског полуострва, који су се спремали да се искрцају на Балканско полуострво предвођени Робертом Гвискаром. Он је у априлу 1081. године оженио свог сина Бодина Јаквинтом, ћерком Архирица Норманина из Барија.
Сматра се да је умро непосредно након тога, пошто се током норманске опсаде Драча 18. октобра исте године, помиње само његов син Константин Бодин. Према писању Попа Дукљанина, владао је 35 година, сахрањен је у цркви светог Срђа и Ваха на Бојани и наследио га је брат Радослав, који је владао 16 година, након чега га је Бодин збацио са власти.

### Црквена политика
Михаилова држава је обухватала просторе на којима су се укрштали утицаји источног и западног хришћанства, што је представљало велики изазов у области вођења верске политике, поготово након избијања Великог раскола (1054) између Рима и Цариграда. Тај раскол, који се догодио на самом почетку Михаилове владавине, непосредно се одразио и на верске прилике у српском приморју, чије су јужне области још од раније биле у делокругу православне Драчке митрополије, којој је у време најширег опсега припадало неколико епископија у арбанашким и српским областима (Кројанска, Љешка, Пилотска, Дривастанска, Скадарска, Барска, Дукљанска).
Михаилов савременик, тадашњи драчки митрополит Лаврентије (грч. Λαυρέντιος) лично је учествовао у раду православног црквеног сабора у Цариграду, на коме је 20. јула 1054. године изречена једногласна осуда филиоквистичког учења о двоструком исхођењу Светог Духа.
У приморским областима Михаилове државе, преплитали су се утицаји православне Драчке митрополије и римокатоличке Дубровачке надбискупије, која је такође претендовала и на унутрашњост (Босна и Рашка), сучељавајући се на тм просторима са надлежношћу православне Охридске архиепископије, под чијом су јурисдикцијом биле епископије у Расу, Липљану и Призрену. Упоредо са постепеним сузбијањем византијске власти у српским земљама за време Михаилове владавине, у питање је доведена и дотадашња надлежност византијских црквених центара у Охриду и Драчу.
Све римокатоличке бискупије у Михаиловој држави биле су под јурисдикцијом Дубровачке надбискупије, а једна од најзначајнијих била је Барска бискупија. Тадашњи барски бискуп Петар био је једна од најистакнутијих личности у Михаиловој држави, а касније и у држави његовог сина Бодина. У историографији је поводом тадашњег статуса Барске бискупије покренуто неколико сложених питања, која се односе на наводно оснивање Барске надбискупије управо за време Михаилове или Бодинове владавине. Та питања проистичу из спорних папских повеља из наводне 1067. и наводне 1089. године. Иако су поједини старији истраживачи сматрали да је реч о аутентичним документима, накнадне анализе су показале да се ипак ради о фалсификатима, који су настали током 13. века, а сачувани су само у веома позним преписима, који потичу тек из 16. века.
Први изричити и неспорни подаци о званичном признању Барске надбискупије од стране Рима потичу тек са краја 12. века, односно из времена владавине Вукана Немањића, када је уз учешће папских легата одржан црквени сабор у Бару (1199), на коме је довршен процес озваничења Барске надбискупије.
Иако је Барска надбискупија озваничена тек тада, извесна спорна питања око црквене јурисдикције постојала су већ за време Михаилове владавине. Тако се на пример у поузданим изворима из 1078. године помиње да је тадашњи римски папа Гргур VII предлагао да барски бискуп Петар дође у Рим ради решавања спорних питања око надбискупске јурисдикције између Сплита и Дубровника, а тим поводом је било разматрано и питање о додељивању палијума.

## Ктиторски портрет краља Михаила у Стону
Ктиторски портрет краља Михаила налази се у цркви светог Михаила у старом Стону, недалеко од данашњег града и представља једини сачувани портрет српских владара из преднемањићке епохе. Сматра се да је настао око 1080. године.
Према свом стилу, она, према Људевиту Карману, представља нашу, далматинску, рустичну интерпретацију ранороманске италске уметности.
Смештен је у малој ниши, која се налази лево од ранијег улаза у цркву, а изнад ње се налазила још једна фреска, која је данас само делимично сачувана. На њој је био приказан неко од Апостола или можда чак сам Христ, пред киме се налази клечећа фигура, са рукама које су прекрштене преко груди. На основу сличних композиција из јерменске уметности, претпоставља се да је и на овој фресци био приказан ктитор цркве.
Михаилова фигура је окренута налево и са обе руке држи, доста високо, модел цркве који пружа ка светом Михаилу, чија се фреска засигурно налазила насупрот краља, на северном делу западног зида цркве, поред некадашњег улаза. Сам модел цркве се налази готово у висини краљевог лица, коме је окренута олтарска апсида модела цркве, док је њена фасада са порталом усмерена ка свецу заштитнику. Краљев, јасно наглашен, кукасти нос је насликан из профила, за разлику од главе, чије су ¾ окренуте ка посматрачу.
Позадина фреске је подељена у три зоне неједнаких ширина, при чему је средња, плаве, а спољне, зелене боје. Као основна нијанса људског тела, употребљена је отворено смеђа тј. окер боја, док су контуре извучене црносмеђом бојом, а на појединим местима су и ојачане потезима рађеним зеленом и белом. Зелена боја је коришћена и на другим местима и то у великој мери, тако да су јагодице и сенке испод очију краљевог лица приказане њом. Ова повећана употреба зелене боје тумачи се као наивно подражавање византијског импресионизма.
Михаилово лице на фресци је издужено, са великим очима, изнад којих су наглашене обрве, док је на челу насликана дубоко урезана хоризонтална бора. Његов нос је дуг, кукастог облика, а испод њега се налазе мала уста. Коса му је дужа и допире до потиљка, а проседа је, попут његове браде. На глави носи краљевски венац западног типа, који се среће широм средњовековне Европе. Сам венац је цилиндричног облика, тамноцрвене боје. Горња страна је равна и на њој се, као украси, налазе три мала крста, док се на њеној доњој страни налазе два мала штита, по један иза сваког увета. Краљ је обучен у доста кратку тунику, плавичасте боје. Преко ње има тамноцрвени плашт који је кариран косим смеђим линијама, између којих се налазе крстићи плаве боје. На ногама има црно кариране чарапе црвене боје и ципеле, које су такође црвене.
Иако је претпоставка о краљу Михаилу као осликаном ктитору шире прихваћена, поједини истраживачи су указали и на неке другачије могућности за датовање стонског храма. Тим поводом је указивано на 10. век, односно на време истоименог хумског кнеза Михаила Вишевића, који је столовао управо у Стону. На такво датовање стонског храма указивао је срски археолог Ђорђе Јанковић, а сличне закључке је касније формулисала и хрватска историчарка уметности Ивана Томас, која је поводом чувене ктиторске фреске из Стона изнела и претпоставку по којој на тој фресци није приказан краљ Михаило, већ његов отац Стефан Војислав.

## Други о краљу Михаилу
Андрија Качић Миошић у свом најпознатијем делу Разговори угодни народа словинскога о Михаилу и Бодину пише: На 1077. Краљеваше у србској земљи краљ Михајло. На 1100. Краљева је у србској земљи и у Далмацији краљ Бодин.

## Извори и литература
Извори
- Живковић, Тибор (2009). Gesta Regum Sclavorum. 2. Београд-Никшић: Историјски институт, Манастир Острог.
- Кунчер, Драгана (2009). Gesta Regum Sclavorum. 1. Београд-Никшић: Историјски институт, Манастир Острог.
- Leib, Bernard, ур. (1937). Anne Comnène: Alexiade (règne de l'empereur Alexis I Comnène 1081-1118) (PDF). 1. Paris: Les Belles Lettres.
- Leib, Bernard, ур. (1943). Anne Comnène: Alexiade: Règne de l'empereur Alexis I Comnène (1081-1118) (PDF). 2. Paris: Les Belles Lettres.
- Мијушковић, Славко, ур. (1988) [1967]. Љетопис попа Дукљанина (2. изд.). Београд: Просвета & Српска књижевна задруга.
- Mošin, Vladimir, ур. (1950). Ljetopis popa Dukljanina. Zagreb: Matica hrvatska.
- Острогорски, Георгије; Баришић, Фрањо, ур. (1966). Византијски извори за историју народа Југославије. 3. Београд: Византолошки институт.
- Thurn, Hans, ур. (1973). Ioannis Scylitzae Synopsis historiarum. Berlin-New York: De Gruyter.
- Flusin, Bernard; Cheynet, Jean-Claude, ур. (2003). John Scylitzès: Empereurs de Constantinople. Paris: Lethielleux.
- Шишић, Фердо, ур. (1928). Летопис Попа Дукљанина. Београд-Загреб: Српска краљевска академија.
- Wortley, John, ур. (2010). John Skylitzes: A Synopsis of Byzantine History, 811–1057. New York: Cambridge University Press.

Литература
- Благојевић, Милош; Медаковић, Дејан (2000). Историја српске државности. 1. Нови Сад: Огранак САНУ.
- Веселиновић, Андрија; Љушић, Радош (2008). Српске династије (2. изд.). Београд: Службени гласник.
- Dragojlović, Dragoljub (1990). „Dyrrachium et les Évéchés de Doclea jusqu'a la fondation de l'Archevéche de Bar”. Balcanica. 21: 201—209.
- Живковић, Тибор (2002). „Дукљанско византијски рат 1072-1075”. Историјски часопис. 47 (2000): 35—57.
- Живковић, Тибор (2004). Црквена организација у српским земљама: Рани средњи век. Београд: Историјски институт; Службени гласник.
- Живковић, Тибор (2006). Портрети српских владара (IX-XII век). Београд: Завод за уџбенике и наставна средства.
- Živković, Tibor (2008). Forging unity: The South Slavs between East and West 550-1150. Belgrade: The Institute of History.
- Јанковић, Ђорђе (2007). Српско поморје од 7. до 10. столећа (PDF). Београд: Српско археолошко друштво.
- Калић, Јованка (1979). „Црквене прилике у српским земљама до стварања архиепископије 1219. године”. Сава Немањић-свети Сава: Историја и предање. Београд: САНУ. стр. 27—53.
- Ковачевић, Јован (1967). „Од доласка Словена до краја XII вијека” (PDF). Историја Црне Горе. 1. Титоград: Редакција за историју Црне Горе. стр. 279—444.
- Коматина, Ивана (2016). Црква и држава у српским земљама од XI до XIII века. Београд: Историјски институт.
- Коматина, Предраг (2011). „Византијска титула Константина Бодина”. Зборник радова Византолошког института. 48: 61—76.
- Коматина, Предраг (2012). „Србија и Дукља у делу Јована Скилице”. Зборник радова Византолошког института. 49: 159—186.
- Коматина, Предраг (2014). „Идентитет Дукљана према De administrando imperio”. Зборник радова Византолошког института. 51: 33—46.
- Митровић, Катарина (2017). „Краљевство од искона: Барска (архи)епископија и Дукља”. Српска краљевства у средњем веку. Краљево: Град Краљево. стр. 47—83.
- Острогорски, Георгије (1969). Историја Византије. Београд: Просвета.
- Пузовић, Владислав (2008). „Врхунац црквене кризе (1053-1054): Папски легати у Константинопољу” (PDF). Богословље. 48 (2): 147—163. Архивирано из оригинала (PDF) 06. 10. 2022. г. Приступљено 26. 08. 2022.
- Радојчић, Светозар (1934). Портрети српских владара у средњем веку (1. изд.). Скопље: Музеј Јужне Србије.
- Tomas, Ivana (2016). „Nova promišljanja o crkvi Sv. Mihajla u Stonu”. Ars Adriatica. 6: 41—60.
- Ћирковић, Сима (1981). „Осамостаљивање и успон дукљанске државе”. Историја српског народа. 1. Београд: Српска књижевна задруга. стр. 180—196.
- Ћирковић, Сима (1995). Срби у средњем веку. Београд: Идеа.
- Ћирковић, Сима (2004). Срби међу европским народима. Београд: Equilibrium.
- Ферлуга, Јадран (1986). „Драч и његова област од VII до почетка XIII века”. Глас САНУ. 343 (5): 65—130.
- Fine, John Van Antwerp Jr. (1991) [1983]. The Early Medieval Balkans: A Critical Survey from the Sixth to the Late Twelfth Century. Ann Arbor, Michigan: University of Michigan Press.